# اختطاف فضائي

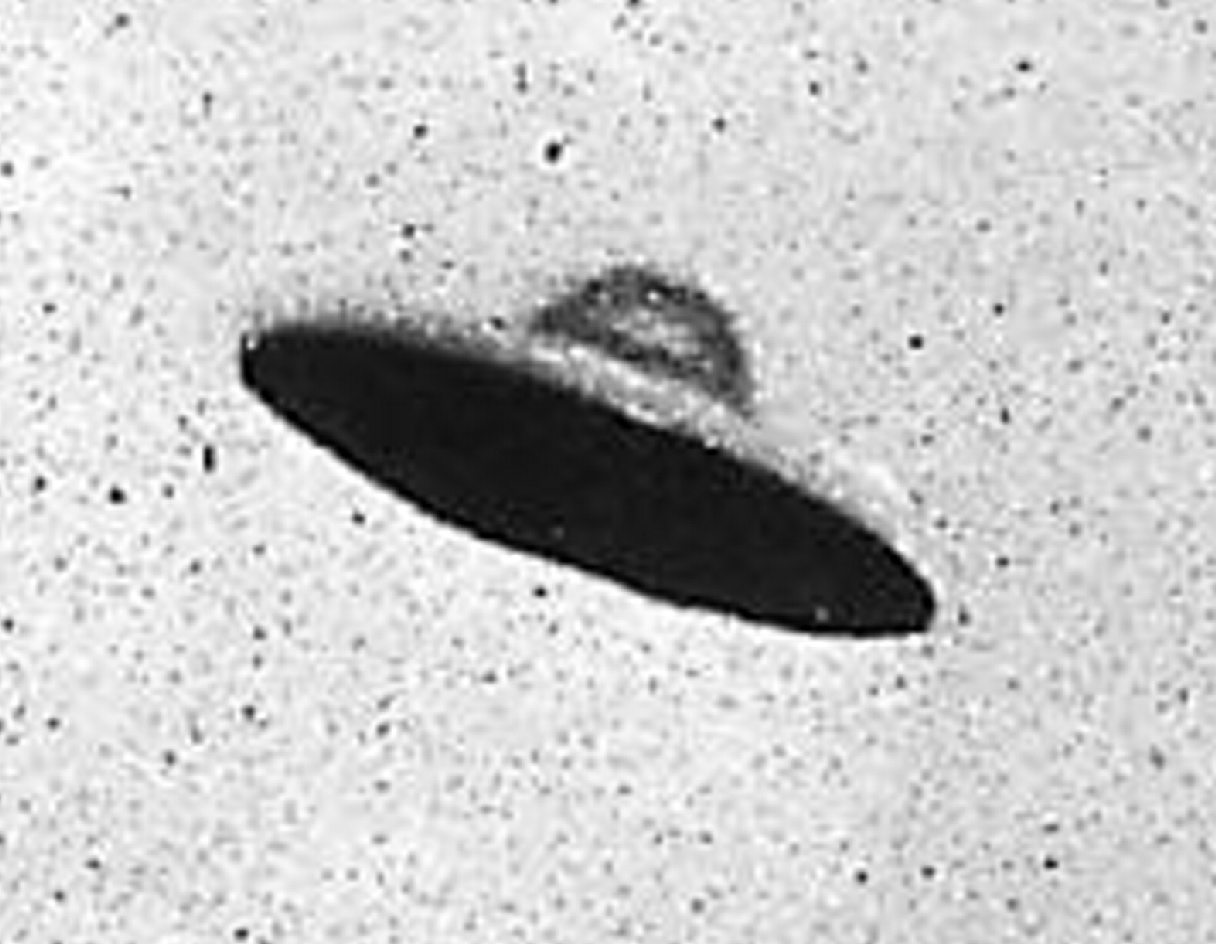
مركبة فضائية يدعي المصابون او الصحون الفضائية او الكثير من الاسماء بظاهرة الاختطاف الفضائي أنه تم اختطافهم من خلالها او الظهور ف السماء

الاختطاف الفضائي، يسمى في أحيان أخرى ظاهرة الاختطاف، أو متلازمة الاختطاف الفضائي أو اختطاف يو إف أوه (الأجسام الطائرة المجهولة)، هو اعتقاد شخصي يصف فيه «المُختطف» المزعوم «تجارب حقيقية ذاتية» يُختطف فيها بشكل سري على يد كائنات غير بشرية (فضائيين) ويتم إخضاعه لاختبارات علمية وجسدية. يفسر معظم العلماء والمتخصصين في مجال الصحة العقلية هذه التجارب من خلال تأثير الإيحاء (كمتلازمة الذاكرة المزيفة)، أو شلل النوم، أو الانخداع أو علم نفس الأمراض. يرى الشكوكي روبرت شيفر تشابهًا بين الكائنات الفضائية التي يتم تصويرها في أفلام الخيال العلمي، وخصوصًا فيلم غزاة من كوكب المريخ (1953)، وبعض أولئك الذين قيل إنهم اختطفوا أشخاصًا بالفعل. أطلق على الأشخاص الذين ادعوا أنهما اختُطفوا «بالمُختطفين» أو «المجربين».
تضمنت الادعاءات الاعتيادية إجراء الاختبارات الطبية القسرية التي تشدد على أجهزة تناسل المختطفين. يدعي المختطفون أحيانًا أنهم حُذروا من الإساءة للبيئة ومن مخاطر الأسلحة النووية. تتنوع محتويات قصة الاختطاف غالبًا حسب الثقافة الأصلية لزاعمي الاختطاف. يمكن أن تكون مؤامرات الأجسام الطائرة المجهولة، والاختطاف الفضائي والسيطرة على العقول جزءًا من روايات مليارية أو زمانية سياسية راديكالية.
نُشرت تقارير عن الاختطاف الفضائي في جميع أنحاء العالم، لكنها أكثر شيوعًا في البلدان الناطقة باللغة الإنجليزية، ولا سيما في الولايات المتحدة. أول ادعاء مزعوم لاختطاف فضائي انتشر على نطاق واسع هو اختطاف بيتي وبارني هيل في عام 1961.
انخفضت ادعاءات اختطاف الأجسام الطائرة المجهولة منذ ظهورها الأولي في منتصف سبعينيات القرن العشرين وأصبحت روايات الاختطاف الفضائي أقل شعبية في وسائل الإعلام الرئيسية. اقترح الشكوكي مايكل شيرمر أن انتشار كاميرات الهواتف المحمولة زاد من عبء إثبات مثل هذه الادعاءات، ويمكن أن يكون سببًا في انخفاضها.

## نظرة عامة
يرفض علماء التيار الرئيسي الادعاءات بأن الظاهرة تحدث حرفيًا مثلما أُبلغ عنها. من ناحية ثانية، ليس هناك شك بأن العديد من الأشخاص المتوازنين ظاهريًا الذين يبلغون عن اختطافات فضائية يعتقدون أن تجاربهم كانت حقيقية. قيّم جون إي. ماك، وجون ويلسون، وريما ليبو وديفيد غوتليب أنه بينما كان لعلم نفس الأمراض علاقة ببعض الحالات، فإن معظم التقارير كانت من أشخاص عاديين وعقلاء.
بعض تقارير الاختطاف مفصلة للغاية. تطورت ثقافة فرعية كاملة حول هذا الموضوع، مع مجموعات دعم وأساطير تفصيلية تشرح أسباب عمليات الاختطاف. يُقال إن لدى الكائنات الفضائية (الرماديون، والزواحف، و«الشمالية» وما إلى ذلك) أدوارًا وأصولًا ودوافع محددة. لا يحاول مدعو الاختطاف دائمًا شرح الظاهرة، لكن البعض لديهم اهتمام بحثي مستقل خاص بهم ويشرحون عدم وجود وعي أكبر بالاختطاف الفضائي بأنه نتيجة لاهتمام الحكومة أو من هم خارج الأرض بالتستر عليها.

## تاريخه

### عمليات الاختطاف القديمة
في حين أن مصطلح «اختطاف فضائي» لم يحظ باهتمام واسع حتى ستينيات القرن العشرين، فإن التكهنات الحديثة حول بعض القصص القديمة شرحتها بأنها حالات ممكنة الحدوث. أطلق الباحث في اختطاف الأجسام الطائرة المجهولة جيروم كلارك عليها اسم «عمليات الاختطاف القديمة».
- بتاريخ 17 نوفمبر 1896، في نسخة ديلي ميل الخاصة بمدينة ستوكتوك، كاليفورنيا، ادعى الكولونيل إتش. جي. شو، أنه هو وصديق له تعرضا للمضايقة من قبل ثلاث مخلوقات طويلة ونحيلة تشبه الإنسان (هيومانويد) وأجسادها مغطاة بشعر ناعم وكثيف وحاولا اختطافهما.[14]
- في عدد مجلة مان تو مان الصادر بتاريخ 13 أكتوبر عام 1953 تطرح مقالة بقلم ليروي ثورب عنوانها «هل تختطف الصحون الطائرة البشر؟» سؤالًا بأنه «هل يُختطف القليل غير المحظوظين منا، أو ربما ليسوا قليلين بذلك، بنفس السهولة التي نصطاد فيها الفراشات بالشبكة، ربما من أجل العينات الحيوانية أو من اجل التشريح الحيواني، أو أي طريقة موت مروعة مصممة لتكشف لغزاتنا القادمين من كواكب أخرى ماهيتنا.[15]
- كتب روجيرسون أن منشور هارولد تي. ويلكينز الذي عنوانه صحون طائرة بلا رقابة أعلن أن كل من كارل هونريث وويلبور ويلكنسون، الذين ادعيا أن كائنات فضائية تواصلت معهما، قد اختفيا تحت ظروف غامضة، فتحدث ويلكنز عن تخمينات بأن الثنائي كانا ضحايا «لعملية اختطاف مزعوم بواسطة صحون طائرة».[16]

### حالتين بارزتين
حدث ادعاء لاختطاف فضائي في بدايات منتصف القرن العشرين من خلال حالة البرازيلي أنتونيو فيلاس بواس، والتي لم تحظ باهتمام كبير إلا بعد عدة سنوات.
انتشرت دعاية واسعة النطاق من خلال حالة اختطاف بيتي وبارني هيل في عام 1961، وبلغت ذروتها في بث لفيلم مخصص للعرض التلفزيوني في عام 1975 (بطولة جيمس إيرل جونز وإيستيل بارونز) يصور الأحداث. كانت حادثة عائلة هيل غالبًا حالة الاختطاف النموذجية وكانت ربما الحالة الأولى التي وصف فيها المدعي كائنات أصبحت معروفةً لاحقًا باسم الرماديون وقيل فيها إنه يمكن تحديد وجود أصول من خارج الأرض لتلك الكائنات.
على الرغم من أن هاتين الحالتين تُعتبران في بعض الأحيان أنهما أولى حالات الاختطاف، فإن الشكوكي بيتر روجيرسون يشير إلى أنهما كانتا أول حالتي اختطاف «كنسيتين» فقط، لتشكلا نموذجًا كرره الباحثون والمدعون لاحقًا لكنهم نادرًا ما انحرفوا عنه. إضافة إلى ذلك، أشار روجيرسون إلى أن بعمليات الاختطاف المزعومة كانت تروى بشكل متزامن في وقت مبكر من عام 1954، وأن «تطور قصص عمليات الاختطاف هو مسألة أكثر تعقيدًا مما قد يجعلنا التاريخ الرسمي «غير الموثوق تمامًا» نعتقد». تظهر جملة «غير الموثوق تمامًا» في الدراسة الفلكلورية عن الاختطاف الفضائي لتوماس إي. ألارد؛ وقد جادل بأن عمليات الاختطاف الفضائي مثلما وردت في سبعينيات وثمانينيات القرن العشرين كان لها سوابق في الفلكلور أو الأدب القصصي).

## وصلات خارجية
- اختطاف فضائي على مشروع الدليل المفتوح